# Male Lipljene
Male Lipljene so naselje v Občini Grosuplje. Šteje 108 prebivalcev in je del krajevne supnosti Škocjan.